# Neutrinska astronomija
Neutrinska astronomija je relativno novo znanstveno područje koje se bavi proučavanjem svemira kroz bilježenje čestica neutrina za razliku od optičke koja funkcionira na bazi promatranja elektromagnetskih čestica - fotona. Fotoni su osnovni elementi svjetlosti te ujedno paketi energije nastali kroz zračenja crnog tijela, ionizacijom određenih kemijskih elemenata, preraspodjelom subatomskih čestica elektrona u atomu (pobudom u energetskim nivoima) itd., dok neutrini se isključivo stvaraju u nuklearnim reakcijama te raspadom atoma pri utjecaju kozmičkih zraka. Proučavanje neutrina se zasad vrši jedino pomoću posebnih detektora velikih dimenzija, a razlog tome jest težina njihovog bilježenja. Neutrini su električki neutralne elementarne čestice izrazito male mase, čija je interakcija isključivo sa slabom nuklearnom silom (jedna od četiriju fundementalnih sila). S obzirom na to da posjeduju svojstvo slabog međudjelovanja, detekcija njih je bitno zahtjevnija u odnosu na ostalu materiju. Detektori, dakle, moraju biti mnogo veći kako bi ih skupili u dovoljnoj količini za formiranje slike ili druge informacije. Takvi osjetljivi uređaji se grade najčešće ispod poršine Zemlje ili pod morem kako bi ih se što bolje izoliralo od kozmičkog i pozadinskog zračenja. Nužno je pripaziti i na koncentraciju izotopa na mjestu detektora, jer velike količine mogu isto tako uzrokovati neželjeni šum.   

## Princip rada detektora
Postoji nekoliko načina "hvatanja" te snimanja neutrina, a najjednostavniji je pomoću velikog bazena teške vode (D2O) obavijenog sferom fotoelektričnih uređaja. Naime, tijekom prolaska neutrina kroz vodu, može doći do pojave Čerenkovljeve radijacije; proces u kojem elektroni ili mioni izbijeni iz atoma (konkretno zbog kolizije s neutrinima) putuju dielektričnim medijem brzinama većim od fazne brzine svjetlosti te putem polariziraju molekule, koje naposljetku emitiraju fotone. Rezultirajuće elektromagnetsko zračenje prima tuba fotomultiplikatora, na način da bilježi amplitudu emitiranog optičkog bljeska. Nakon toga se taj signal mnogostruko pojačava te konačno šalje u računalo. Putanja pristiglog neutrina može se rekonstruirati uz uvjet da su barem 3 niza tuba detektirala samu pojavu. Ako uzmemo u obzir da protok neutrina što dolazi od Sunca napravi samo 1 interakciju na 1036 atoma te svori svega par fotona, potrebno je stoga koristiti vrlo osjetljivu opremu za praćenje te pojave. Kutna rezolucija današnjih detektora ne prelazi 1°, no u planu je projekt pod imenom KM3NET čija bi teoretska rezolucija bila 0,1°. Osim gore spomenute metode, postoje i druge tehnike detektiranja: 
- scintilatorima
- radiokemijskim reakcijama
- pratećim kalorimetrima
- radio detektorima

Prednost kod tih čestica je također slaba interakcija s materijom i silama, što im daje mogućnost prolaska kroz, primjerice, planete s relativno malo ometanja (u odnosu na svjetlost). Astronomima bi takvo što teoretski omogućilo pogled na crne rupe, središta zvijezda (gdje se neutrini i proizvode) ili gledanje kroz disk naše galaksije te time otkrivanje dosad skrivenih dijelova svemira. Trenutni prioritet neutrinske astronomije je otkrivanje neutrina u aktivnim galaktičkim jezgrama te dokazivanje postojanja tamne materije.

## Promatranja
Ovom metodom su zasad promatrana tri objekta:

### Sunce
Kao što je prije rečeno, neutrini se generiraju u nuklearnim reakcijama, što se u slučaju Sunca odvija - u jezgri. Tijekom formiranja jezgre helija, u kojoj sudjeluje 4 vodikova protona, 2 od njih se stapaju u neutron, pa tako usput dolazi do oslobađanja neutrina. Kada je riječ o Suncu, takav proces se događa na enormnoj razini. Upravo zbog te činjenice znanstvenici mogu "zaviriti" u unutrašnjost naše zvijezde. Pa je tako korištenjem neutrinskih detektora 60ih godina po prvi put uspješno promatrana sunčeva jezgra u povijesti. Taj događaj je, međutim, bio popraćen otkrićem tzv. "anomalije sunčevih neutrina", koji je stvorio veliku polemiku među znanstvenicima. Naime, broj pristiglih neutrina nije se poklapao s predviđanjima Standardnog modela, koji je dotad nalagao da neutrini nemaju masu, odnosno slabije međudjelovanje. Prema tome, očekivalo se da ih je trebalo pristići Zemlji u većem broju. Daljni eksperimenti i izračuni su također potvrdili istu pojavu, pa je na temelju toga promijenjeno mišljenje o egzistenciji mase u neutrinima.

### Supernova SN1987A
Na dan 23.veljače 1987. zabilježen je nalet od 24 antineutrina kod 3 udaljena detektora u trajanju od 13 sekundi, nakon čega je 3 sata kasnije uslijedilo vizualno zapažanje supernove tipa II na rubu Tarantuline maglice u Velikom Mageljanovom oblaku. Promatranja su pokazala da je događaj konzistentan sa samim teorijskim modelom supernove, jer 99% oslobođene energije su činili neutrini. Procjena je da se njihova količina kretala oko brojke 1058 s ukupnom energijom od 1046 džula. Kašnjenje svjetlosti za neutrinima možemo objasniti na sljedeći način - početkom gravitacijskog kolapsa zvijezde krenulo je bitno pojačano emitiranje neutrina koji su potom napustili njezinu površinu prije bljeska zbog spomenutog slabijeg međudjelovanja. Kasnijom analizom utvrđeno je da se radilo o supernovi plavog superdiva Sanduleaka -69° 202, s pretpostavkom da je uzrok bilo stapanje s drugom zvijezdom prije 168 000 godina. Teorija te podaci o neutrinima upućuju na pojavu neutronske zvijezde nakon supernove,no indikacije o njenom postojanju neće doći sve do 2020. godine kada će biti objavljeni rezultati istraživanja od projekta mreže radioteleskopa ALMA-e. Na slikama izrazito velike razlučivosti jasno se vidi usijana točka koja je bitno svjetlija od svojeg okruženja, što odgovara neutronskoj zvijezdi. Iako taj usijani "grumen" je znanstvenicima isprva imao preveliki sjaj za takav tip objekta, ipak je uzeto u obzir da je nastao prije svega 33 godine (čineći ga najmlađom neutronskom zvijezdom dosad). Lokacija "grumena" odgovara računalnom modelu, prema kojem zvijezda je odbačena supernovom brzinama par stotina kilometara u sekundi s temparaturom od 5 milijuna Celzijevih stupnjeva.

### Mjesec
Poznato je da je Mjesec izvor "vanzemaljskih" neutrina poglavito zbog određene apsorpcije pozadinskih emisija, dok drugi dio tih čestica oslobađa se tijekom bombardiranja površine kozmičkim zrakama. 
Dosadašnja bilježenja čine samo ekstremno energični neutrini, s napomenom da njihova energija nadmašuje one u evidentiranim kozmičkim zrakama (iz supermasivnih crnih rupa te gama bljeskova) do čak 1000 puta. Takvi iznenađujući rezultati govore da znanstvenici još nisu upoznati sa svim izvorima takvih zračenja. Predloženi uzrok su hipotetske emisije superteških čestica tamne materije, čiji je pretpostavljeni nastanak bio u samom početku Velikog Praska.
- Video prikazuje SN1987A kroz period od '94-'09 (Izvor: NASA)
- Unutrašnjost neutrinskog detektora

## Poveznice
- Teleskop
- Neutrino
- Svemir